# 霓屿街道
霓屿街道是中华人民共和国浙江省温州市洞头区下辖的一个街道办事处。

## 行政区划
霓屿街道下辖以下村级行政区划单位：
布袋岙村、桐岙村、上社村、下社村、石子岙村、同兴村、正岙村、下郎村、郎等村和长坑垄村。